# Octomeria lithophila
Octomeria lithophila é uma pequena espécie de orquídea (Orchidaceae) originária do Brasil.